# Xyridacma alectoraria
Xyridacma alectoraria är en fjärilsart som beskrevs av Walker 1860. Xyridacma alectoraria ingår i släktet Xyridacma och familjen mätare. Inga underarter finns listade i Catalogue of Life.

## Bildgalleri

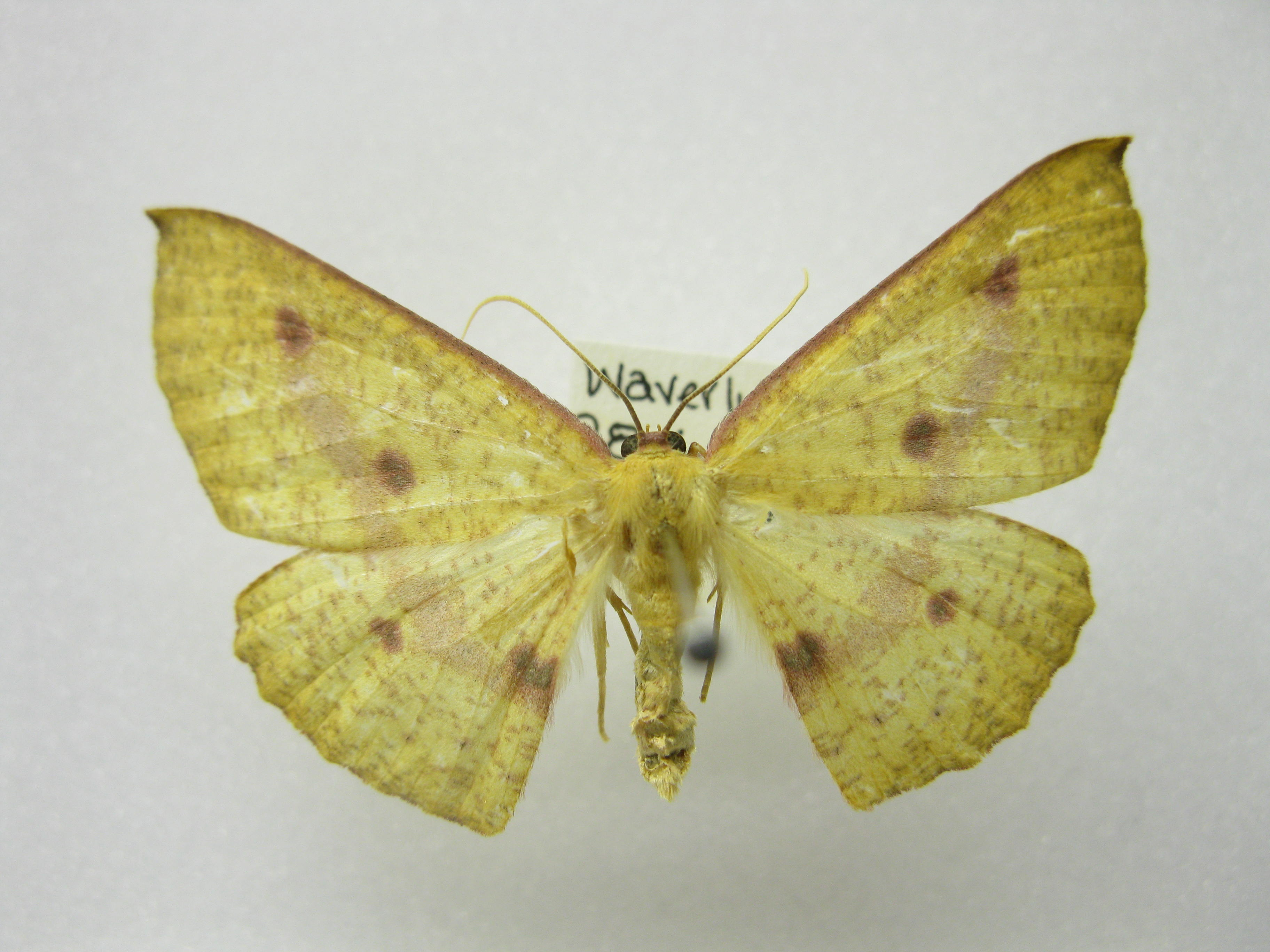